# Dělostřelecký tahač

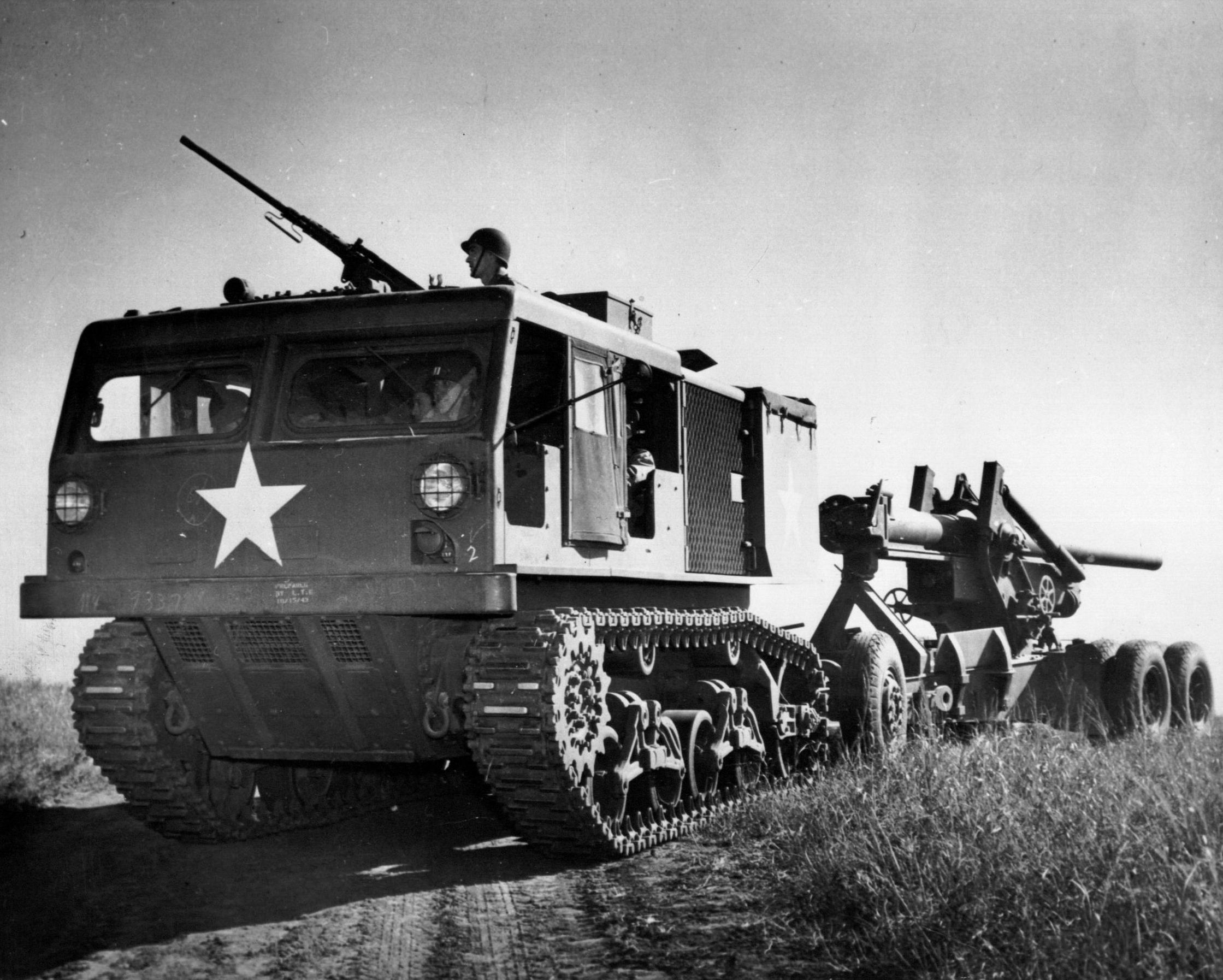
Americký dělostřelecký tahač M4 High-Speed Tractor z doby druhé světové války

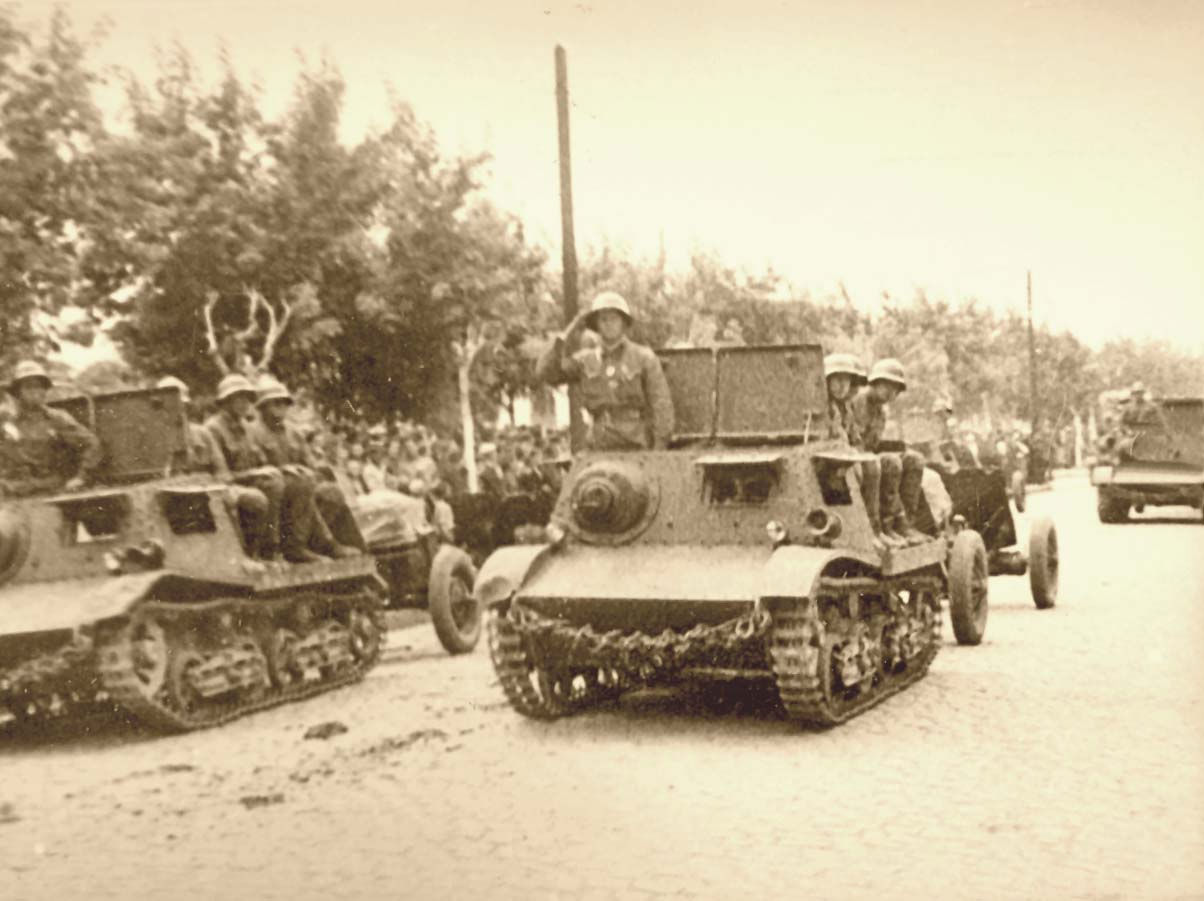
Sovětské tahače T-20 Komsomolec během obsazování Besarábie a Severní Bukoviny

Dělostřelecký tahač je dopravní prostředek určený k vlečení děl a houfnic. První dělostřelecké tahače byly navrženy již před vypuknutím první světové války. Byly často založené na traktorech používaných v zemědělství, které byly upraveny pro tahání dělostřeleckých kusů. Postupně však byly vyvinuty tak, aby kromě vlečení kanónů a houfnic mohly být užity i k přepravě jejich obsluhy. 

## Z historie

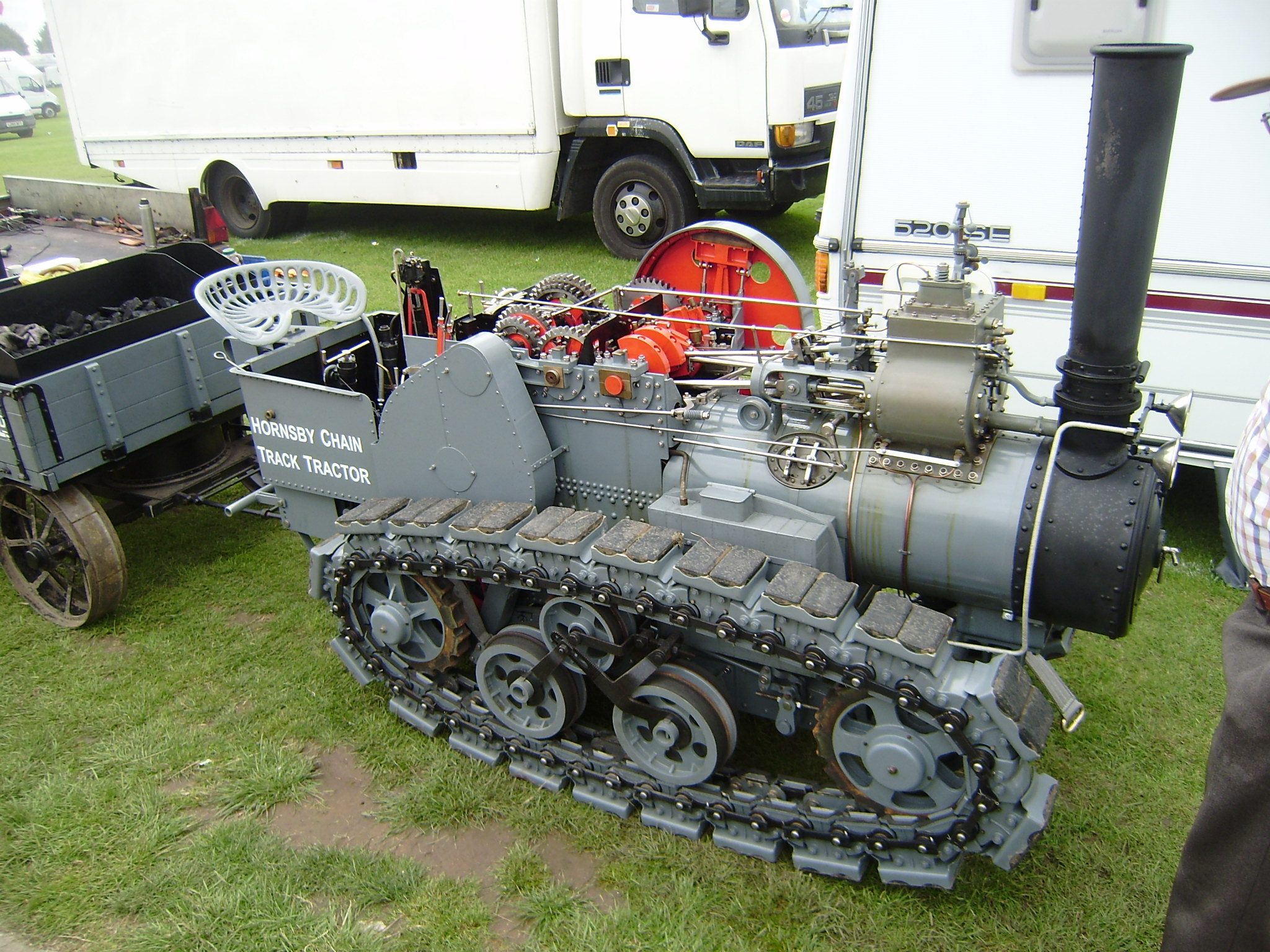
Hornsby tractor – Britská armáda, 1910

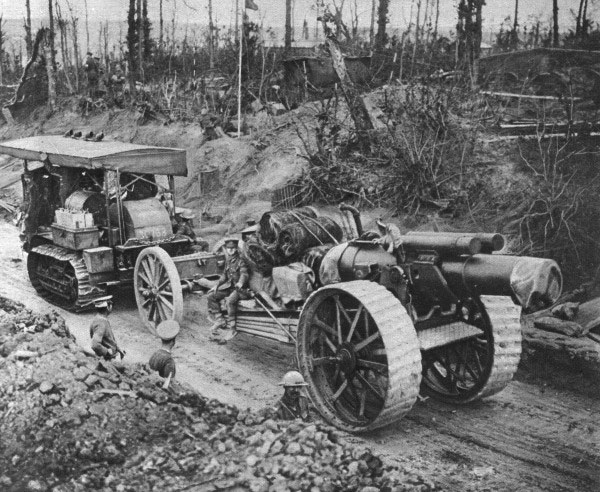
Britská osmipalcová houfnice tažená pásovým traktorem Holt, bitva na Sommě.

V první světové válce byly hlavním tažným prostředkem pro dopravu i vlečení vojenské techniky koně. Problémy mnohde nastávaly u těžkých děl, které táhlo i několik párů koní. U nich začala být hipotrakce doplňována motorovými vozidly, buď účelově konstruovanými anebo typy nabízenými na civilním trhu, ať již kolovými anebo pásovými traktory. V některých případech se pro dopravu těžké techniky také budovaly dočasné polní železnice. S rozvojem motorizace po první světové válce se začaly stále více do armád zavádět dělostřelecké tahače, i když vyvstaly problémy s kanóny a houfnicemi, které byly uzpůsobeny pro tažení koňmi. Kůň tak zůstával v řadě armád i nadále významným tažným prostředkem pro tuto přepravu i za druhé světové války, ovšem během ní se začala situace rapidně měnit. K tažení děl byly stále častěji používány nákladní automobily, džípy či polopásy, k tomu přibyly stále ve větší míře specializované pásové dělostřelecké tahače. Po druhé světové válce docházelo k rozvoji výroby těchto tahačů a tažení děl koňmi již patřilo do minulosti. S vývojem vojenské techniky však armády v průběhu druhé poloviny 20. století začaly tažené kanóny a houfnice opouštět a byly postupně vybavovány samohybnými houfnicemi či protitankovými řízenými střelami, a tím pádem odsunuly postupně dělostřelecké tahače do pozadí. 

## Dělení tahačů
Dělostřelecké tahače se dle druhu trakce dělí na kolové, pásové a polopásové. Kolové tahače mohou být buď běžné nákladní automobily, uzpůsobené pro vlečení dělostřeleckých kusů, nebo speciální vojenské automobily a tahače. Pásové tahače byly stavěny jak na bázi pásových traktorů, tak byly využívány tankové podvozky, uzpůsobené pro vlečení děl a houfnic a k přepravě jejich osádek. Polopásové dělostřelecké tahače buď byly univerzální transportéry se závěsem na vlečení, používané běžně k přepravě pěchoty, nebo speciální stroje určené jen k přepravě dělostřelectva a obsluhy. 

## Dělostřelecké tahače dle zemí

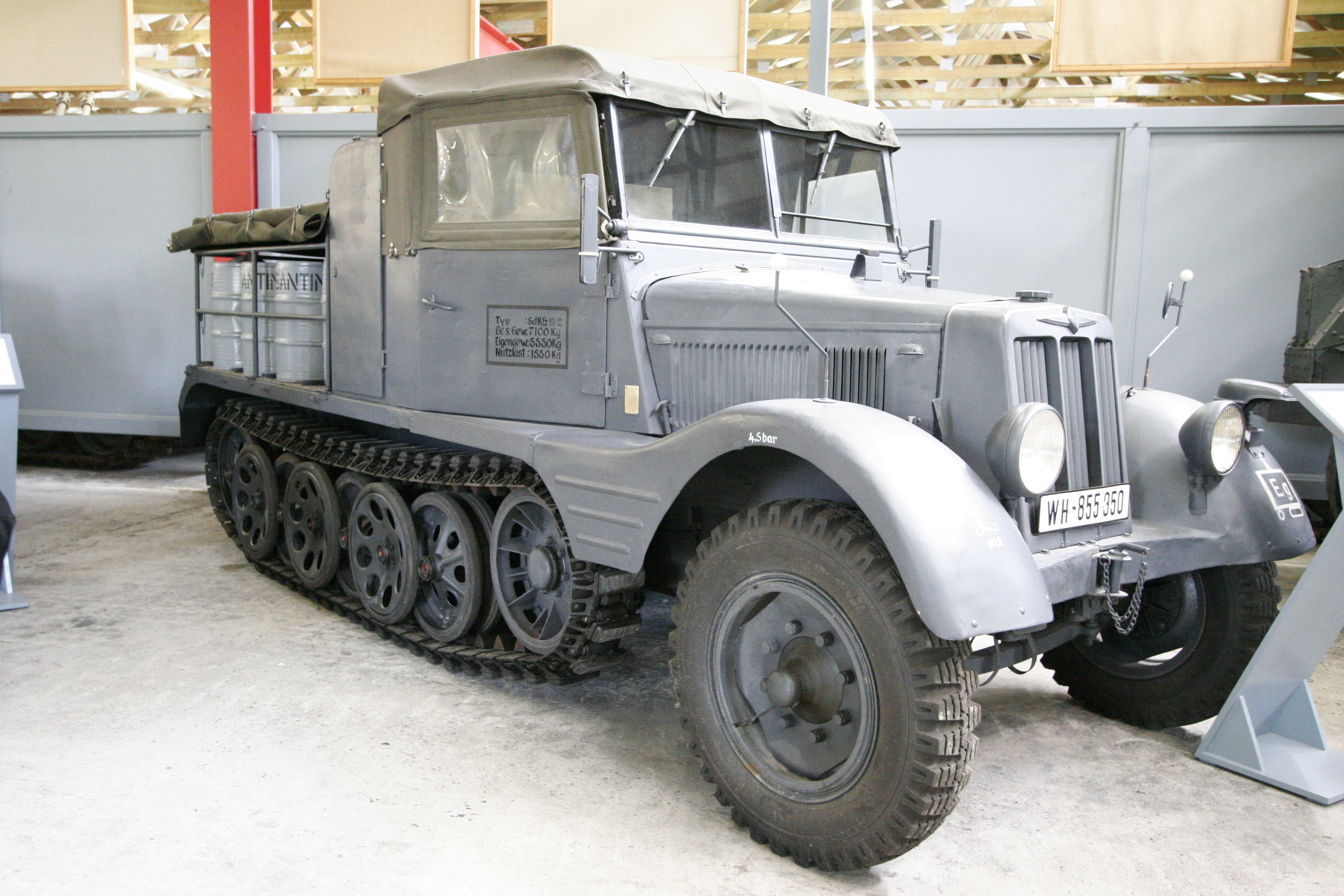
Německý polopás SdKfz 11

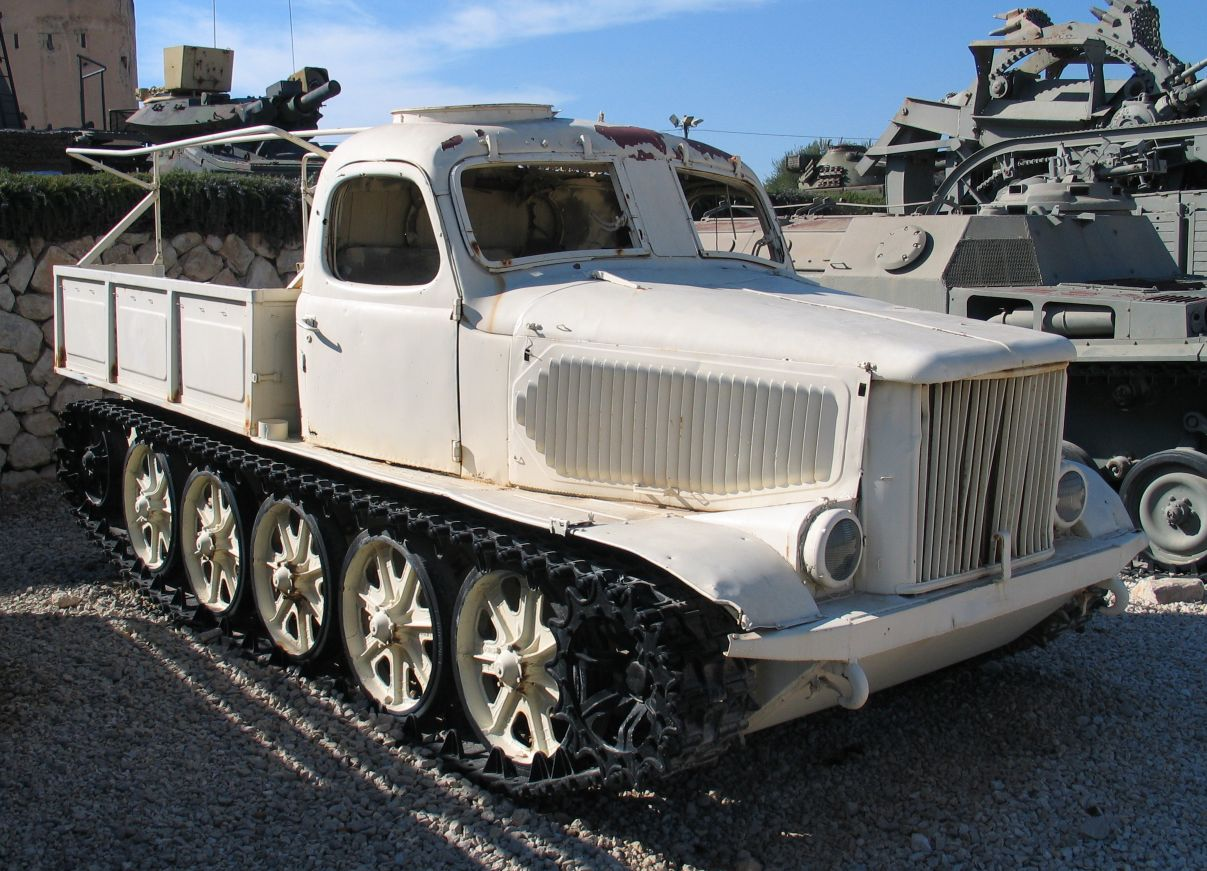
Sovětský dělostřelecký tahač AT-L, používaný i v ČSLA

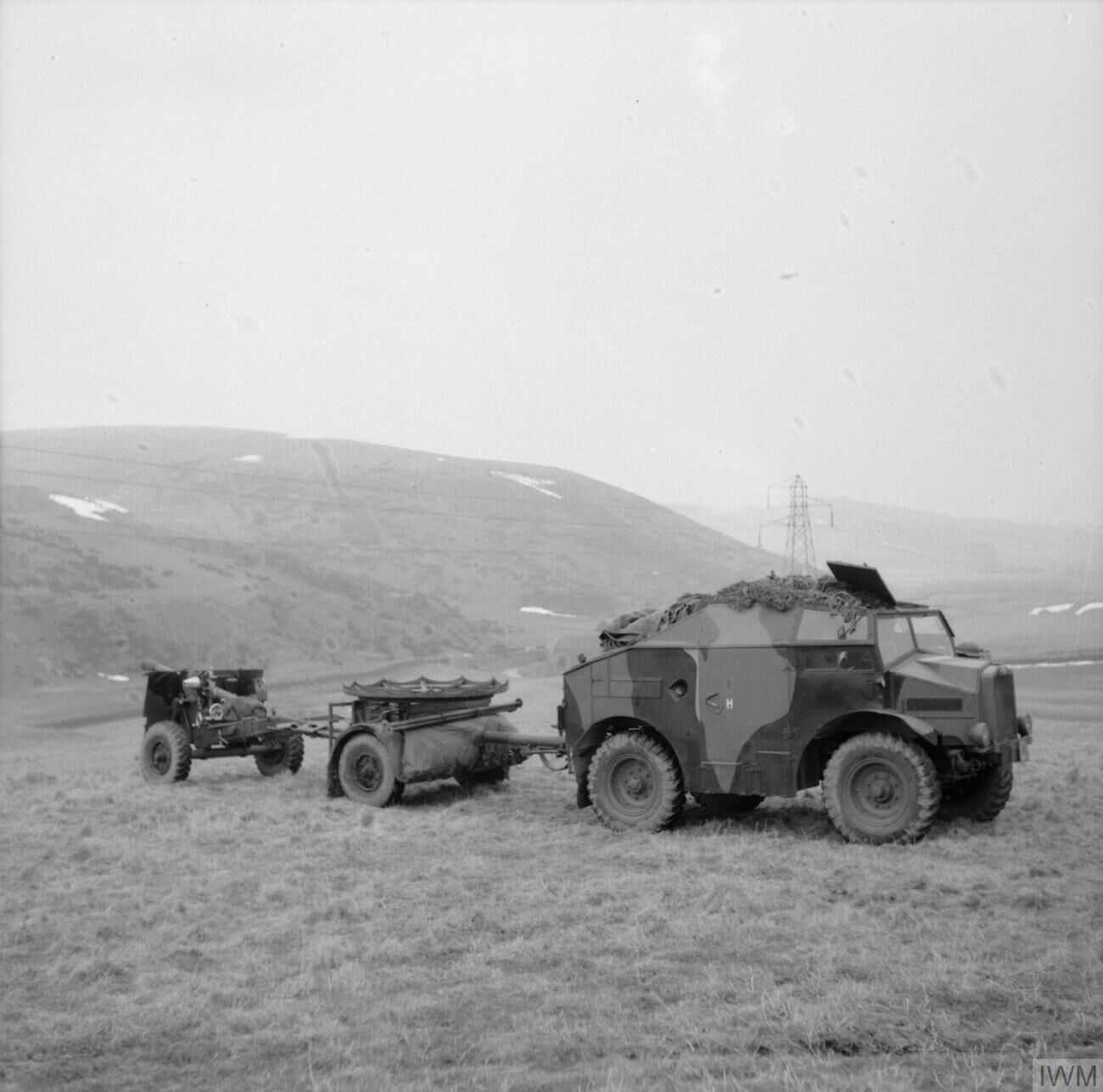
Morris C8

### Československo
Československá armáda řešila po 1. světové válce zavedení dělostřeleckých tahačů nejdříve dovozem, postupně však byly vyráběny vlastní tahače československé výroby. Firma Praga vyráběla známou řadu tahačů Praga T-3, Praga T-4, Praga T-6, Praga T-7, Praga T-8 a Praga T-9. Škoda Plzeň vyráběla tahače Škoda U, Škoda Z, Škoda MTH a Škoda STH. Jako dělostřelecké tahače sloužily i nákladní automobily Praga RV, Škoda L, Tatra 85, Tatra T-27 či Škoda 6 ST 6-L. 

### Itálie
Breda 61, Fiat-SPA TL37, FIAT 6605 TM69

### Francie
Renault 31R, P107, Laffly S15, Laffly V15, SOMUA MCG

### Německo
SdKfz 6, SdKfz 7, SdKfz 8, SdKfz 9, SdKfz 10, SdKfz 11, Krupp Protze, Opel Blitz, Raupenschlepper Ost

### Polsko
C7P, Mazur D-350

### Rakousko-Uhersko
Austro-Daimler vz. 17

### SSSR
AT-L, ATS-59, JA-12, Komintern, MT-LB, T-20 Komsomolec, Vorošilovec, Stalinec STZ-5, GAZ AA, GAZ AAA

### USA
M2 Half Track Car, M3 Half-track, M3 Scout Car, M4 High-Speed Tractor, M5 High-Speed Tractor, Dodge WC, GMC CCKW, Studebaker US6

### Velká Británie
Universal carrier, Loyd Carrier, AEC Matador, Morris C8, Scammell Pioneer